# Hippeastrum glaucescens
Hippeastrum glaucescens är en amaryllisväxtart som först beskrevs av Carl Friedrich Philipp von Martius, Schult. och Julius Hermann Schultes, och fick sitt nu gällande namn av Herb.. Hippeastrum glaucescens ingår i släktet amaryllisar, och familjen amaryllisväxter. Inga underarter finns listade i Catalogue of Life.